# 烏爾奇奧拉·西法
烏爾奇奧拉·西法（日语： Ulquiorra·Cifer，亦有譯名為「烏魯基歐拉·西法」）是漫畫《BLEACH》的登場人物。為藍染惣右介旗下破面軍團名列第四刃的「十刃」成員，為主角黑崎一護於破面篇裡對抗的主要敵人之一。

## 創作與構思
- 其名字Ulquiorra的命名靈感，源自西班牙女性傢俱設計師派翠西亞·奧克拉（Patricia Urquiola）[4]。

- 作者久保帶人在【MASKED】公式集訪談表示，烏爾奇奧拉雖然是他最先構想出人物形象的破面，然而他卻是緊追於牙密之後，第二個決定名字的破面[4]；至於他的階級號碼的位置設定想法，則和漫畫單行本第27集卷首詩末句「第五個則是，心臟的所在」不謀而合[4]。

## 人物

### 外貌與性格
隸屬藍染惣右介領軍的破面軍團，名列「十刃」第四刃的破面。特徵是黑色短碎髮，綠色雙瞳，膚色蒼白，眉宇間流露著憂鬱的氣質，臉上留著兩道墨綠色的淚痕紋。殘留的面具呈現帶角頭盔狀，覆蓋左邊頭部。
代表十刃階級號碼的「4」字刺青位於左胸，虛洞位於兩道鎖骨中間下方。雙手指甲皆為黑色（動畫版與膚色同樣蒼白），身材在十刃成員當中最為瘦小。穿著附有黑色拉鍊，長衣襬分成兩半，白底黑邊的高領長袖裝與袴褲。象徵死亡形式是「虛無」。
個性沉著冷靜，鮮有表情變化，但明眼人依然可以從他談話時的語氣，察覺他的情緒波動。孤傲理性，對敵人絲毫不留情，卻非常討厭濫殺，尤其是同類相殘的狀況。烏爾奇奧拉經常在走路的時候，將雙手放在口袋裡，並且習慣用「垃圾（廢物）」稱呼比他弱小的對象，但後來對於井上織姬則直呼全名或稱呼她「女人」居多。為了和人類表示區別，烏爾奇奧拉習慣讓別人直接稱呼他的名字，反而不習慣別人稱呼他時在名字後面加上稱謂（例如：烏爾奇奧拉先生）。此外，烏爾奇奧拉造訪高層幹部以外的對象的房間時，缺乏敲門告知的習慣，偶爾也會因此驚嚇到當時待在房間裡的當事人；後來因井上織姬稍微改變了這項習慣，會在進門前做出告知對方的舉動。
善於推理性思考和運用謀略，自身的戰鬥實力亦相當高強，能單手擊碎浦原喜助的「紅姬」攻擊（動畫版改成推開對方的攻擊），在虛夜宮與一護的戰鬥也展示了他十分強大的戰鬥力，能空手抵禦一護「虛化」後的所有攻擊，「虛化」的「月牙天衝」也只不過能撕破他的衣袖而已，據葛力姆喬所說，烏爾奇奧拉習慣在獵物的身上打一個和自己身上一模一樣的洞，象徵把對手的生命封鎖。靈壓強盛到反膜之匪只能限制他的行動約兩三個小時左右，即使是織姬的「雙天歸盾」，都無法對他殘留的靈壓產生拒絕現象。將自己的眼球取出弄碎時，能讓現場所有人看到他經歷的目擊畫面，因為擁有「超速再生」的能力，所以眼球還能再長出來（漫畫版取出左眼球後，空的眼窩以黑色塗滿；動畫版則將左眼畫成闔眼狀）。但是「超速再生」無法恢復腦部與內臟遭受的損傷與破壞。
初期認為身邊所見的一切事物毫無意義，將「幸福」視同「既不曾擁有，便不會失去，猶如無盡的『虛無』般存在的事物」，並抱持「看不見的事物等同不存在」的唯物主義觀點作為戰鬥基準。直到生命消逝的前一刻才改變這項觀點，並領悟了「心」的意義。作者在附錄特典集賦予烏爾奇奧拉的關鍵詞為「無」。

### 身世與經歷
在《BLEACH》【UNMASKED】公式集的番外漫畫裡，透露了烏爾奇奧拉的過去，他在成為破面前是個留著黑色長髮，頭部有對雙角與三條在眉心合併為一的突起條紋，臉部僅露出雙眼，後腰有對黑色蝙蝠巨翼與一條尾巴，只有視覺的蒼白人型大虛。出生於虛圈洞穴深處大型半透明體裡的烏爾奇奧拉，因外貌與習性不同於其他虛群，而備受同類的排擠。儘管烏爾奇奧拉並不需要透過獵食其他虛群維生，但還是為了保住自己的性命而殺了身邊的虛群，獨自離開洞穴在虛圈流浪。直到他在流浪途中見到類似出生之地的半透明體，決定將自己埋沒其中，結果就在走進該物體的同時，原本覆蓋在他臉上的面具也自動破裂而變成破面的模樣（之後烏爾奇奧拉在虛夜宮小憩片刻時，這段過去以睡夢的形式，浮現在他的記憶裡）。
之後被藍染惣右介編入破面軍團並成為十刃第四刃，由於烏爾奇奧拉善用謀略以及戰鬥實力高強的緣故，深得藍染的信賴。然而他和其餘十刃成員之間的互動關係並不是很好，其中以排行第六刃的葛力姆喬·賈卡傑克最常和他發生爭執，但短暫取代前者擔任第六刃的魯畢和他較為合契。在前往現世執行任務時，因為牙密不擅探查對手能力卻衝動出擊的行徑而出言責備，甚至直接動手教訓對方（後來牙密解放為第零刃時，曾宣稱包含烏爾奇奧拉在內的其他十刃成員，對他而言與垃圾無分別）。還在諾伊特拉出言調侃他的時候，反過來批評對方「下賤」（台灣東立版則翻譯成「下流」）。另外，直到烏爾奇奧拉正式對黑崎一護揭示自己的十刃階級號碼以前，一護甚至還誤認烏爾奇奧拉是排行首位的十刃。隨著劇情進展，與織姬有著短暫但頻繁的精神互動。

## 劇情表現

### 破面篇
初登場時，烏爾奇奧拉為了確認黑崎一護的力量是否對藍染造成威脅，奉藍染惣右介的命令來到現世進行勘查。起先烏爾奇奧拉本打算獨自來到現世完成調查任務，但因為第十刃牙密執意跟隨，才偕同後者抵達現世。由於牙密使用「魂吸」攝食大量靈魂，並意圖殺害目擊兩人來到現世的有澤龍貴，使得茶渡泰虎、井上織姬、黑崎一護為了救援夥伴，趕到現場與牙密交戰。過程中，烏爾奇奧拉見到織姬施展「雙天歸盾」治療茶渡的右臂，因而注意到了織姬的「盾舜六花」能力，但因為織姬不是他們此行的目標，而要求牙密直接動手除掉她，並且在浦原喜助使用「紅姬」的斬擊波對他們發動攻擊時，出面推開浦原的攻擊。之後烏爾奇奧拉出手教訓衝動迎擊浦原與夜一的牙密，以任務完成為由放過一護等人，和牙密回到虛圈向藍染稟報調查結果。然而他刻意留下一護等人性命的舉動，卻讓當時在場聆聽調查結果的葛力姆喬·賈卡傑克對此頗有微詞，也間接導致葛力姆喬為了除掉一護，而率領五位從屬官夜襲空座町（動畫版則因為增加原創破面奪取崩玉的劇情，因而再次來到現世探勘，並在浦原等人趕到現場的同時返回虛圈）。
事發一個月後，藍染惣右介再度回顧烏爾奇奧拉從現世帶回來的記錄影像時，注意到織姬所擁有的「盾舜六花」的能力，為了運用織姬的能力，讓崩玉能夠更快達到運用時限以製作『王鍵』（實為藍染企圖將一護引到虛圈，以分散屍魂界戰力的計謀），決定將織姬帶回虛圈以便實現他的計畫。於是烏爾奇奧拉接受藍染的委託，趁著葛力姆喬、魯畢（大陆译为露比、牙密、汪達懷斯抵達現世牽制日番谷先遣小隊的行動時，前往斷界攔截正準備從屍魂界返回現世的織姬。由於當時的屍魂界為了讓織姬能夠從屍魂界通往現世，特地解除了斷界的拘流限制，以至於烏爾奇奧拉得以在不受拘流限制行動的情況下，順利潛入斷界重創兩位擔任護衛的死神，並且用一護等人的性命做要脅，迫使織姬必須與他抵達虛圈。離開斷界之前，烏爾奇奧拉交給織姬一枚手環，他表示這枚手環能讓佩戴者擁有隱藏蹤跡與穿透物質的能力，而且戴上手環以後，只有破面才能察覺佩戴者的存在。同時他還要求織姬在接下來的12小時期間內不得將手環卸下，將一切處理妥當並來到指定地點會合，而且只能在不被任何人發現的情況下，選擇一位對象跟他道別，否則會被當成違反命令做出處分（但根據烏爾奇奧拉事後對諾伊特拉的補充講解，這項措施其實是為了引誘織姬掉入多重心理封鎖、被同伴當成「自願背叛」的陷阱，也間接導致時任護廷十三隊總隊長山本元柳齋重國因此反對一護前往虛圈援救織姬）。
之後，烏爾奇奧拉及時出面制止來到現世和一護再次交戰、反被趕來支援一護的平子真子重創的葛力姆喬，他對一護宣稱「太陽已經在他們的掌握之中」，隨即利用反膜將葛力姆喬帶回虛夜宮。當天晚上，織姬戴上烏爾奇奧拉交給她的手環，潛入一護的家裡對後者療傷告白（但因為當時一護傷重入眠和手環的作用，所以一護對此渾然不覺）後，便在烏爾奇奧拉的帶領下抵達虛夜宮會晤藍染。過程中，藍染為了見證「盾舜六花」的力量，命織姬治療被東仙要砍斷左臂的葛力姆喬，結果重獲左臂的葛力姆喬當場殺害了臨時NO.6魯畢。當時在現場稟報的烏爾奇奧拉目擊這件事情的經過，但他因為討厭見到同類相殘的場景，故選擇闔眼以對。
十刃會議過後，烏爾奇奧拉開始在接下來的期間，負責看管織姬的行動，除了讓織姬穿上破面的衣裝，象徵她的身心已經歸屬藍染，並陪同織姬再度會晤藍染以外，還不時來到行宮試探她的心理反應；受到烏爾奇奧拉監管行動的織姬不但對他沒有戒心，而且還曾在烏爾奇奧拉待在行宮小憩片刻時，主動關心對方的舉動。然而在亞羅尼洛重創露琪亞沒多久，烏爾奇奧拉因為在分派食物給織姬的過程中，屢次利用言語刺激對方，甚至還當面侮辱同伴趕來救她的衝動行徑，使得擔心夥伴安危的織姬為此打了他一記耳光。對此烏爾奇奧拉並沒有還手，只是警告織姬必須在他返回行宮以前進食，否則就會對她實行強迫餵食。隨即出面迎擊闖入虛夜宮的一護，重創對手之餘，還趁著一護持刀抵著他的胸口時，握住對手的刀刃，撕破自己的上衣露出左胸的階級號碼，並徒手貫穿一護的胸膛使其重傷倒地。之後烏爾奇奧拉離開現場返回行宮視察，卻發現行宮四處殘留破壞的痕跡，就連原本待在行宮裡的織姬也不見蹤跡。他盤問先前擅自闖入行宮的洛莉與梅諾莉，得知葛力姆喬擅闖行宮帶走織姬一事。為此他趕回先前交戰的場所質問葛力姆喬，並要求將織姬交回卻遭到拒絕，兩人因此發生了肢體衝突。打鬥中，烏爾奇奧拉雖然利用虛閃重創葛力姆喬的右臂，卻不慎被葛力姆喬利用反膜之匪關進異次元。織姬被史塔克帶回虛夜宮後，藍染率領市丸銀、東仙要以及其他破面抵達現世。烏爾奇奧拉奉藍染之命守護虛夜宮，離開了反膜之匪並抵達第五之塔，與織姬論辯「心」的有無，對於人類「心」的概念亦有所質疑，然而就在烏爾奇奧拉表達自己不認同人類對於「心」的看法的同時，一護為了拯救織姬而闖進第五之塔，使得兩人之間關於「心」的對話因此被迫中斷。
見到一護闖進第五之塔後，烏爾奇奧拉說明藍染雖然命令他守住虛夜宮，卻沒有命令他除掉織姬，還表示只要藍染沒有下達抹殺織姬的命令，就會讓織姬繼續活下去，便再度與一護展開激烈決戰。起初兩人打得不分勝負，期間烏爾奇奧拉表示織姬已經是他們的同胞，聲明即使將她救出去也改變不了這個事實，並且在聽見一護形容他「越來越像人類」的同時，再度朝對方發動攻勢，卻被織姬利用「三天結盾」擋下他的一記攻擊。之後一護率先使出虛化，佔據了上風。為了徹底擊敗一護，烏爾奇奧拉因不想違反藍染定的「第四刃或以上，不得在虛夜宮使用歸刀」的規定，而衝破天頂並在虛夜宮上方進行解放，立刻扭轉了局勢，一護無招架之力。但是看到一護堅持的態度之後，為了讓一護絕望，使出了自己特有的「刀劍解放第二階段」。二次解放後的烏爾奇奧拉實力遠遠超過一護，一護一直處於單方面挨打狀態，之後烏爾奇奧拉用「黑虛閃」在一護胸前開了一個大洞，在織姬搶救一護期間，與石田雨龍交手，並使用虛閃破壞掉其左手（動畫版改爲雨龍左手骨折並帶有輕度燒傷）。本以為其必死無疑，但一護不僅沒死，還因為聽到織姬求救的吶喊，聚集了大量負面能量而進入了暴走「完全虛化」狀態，其實力增強的同時也失去了理智，烏爾奇奧拉也沒想過一護會進入此狀態而有些輕敵。沒幾個回合烏爾奇奧拉便受到了重創：「黑虛閃」被打散，欲使出第二擊「雷霆之槍」前被單手擋住（第一擊未瞄準一護），之後甚至被當胸劈下，被虛化一護的「虛閃」擊中，身體被破壞殆盡，後來虛化一護暴走並向雨龍動手（此舉亦導致織姬驚覺自己鑄下大錯，而對於當時吶喊著要一護拯救她的行為深感懊悔），在織姬的叫喊下，烏爾奇奧拉向一護發動了攻擊，不僅打掉了一護的牛頭形面具，還使其變回了普通狀態，找回了理智。清醒後的一護得知烏爾奇奧拉的傷是自己在暴走狀態下打傷的，認為這不算公平的對決，於是要求烏爾奇奧拉也把他打成與烏爾奇奧拉一樣的狀態，從而來公平地一決勝負，但此時的烏爾奇奧拉的內臟已經受到破壞，體力耗盡，身體也開始化為塵埃，遂要求一護殺了他以了結這場戰鬥，但是一護認為這種獲勝方式太可悲，因而拒絕了他的要求。烏爾奇奧拉對於一護竟不願依照他的要求了結其性命的舉動感到震驚，容貌亦於此時恢復成歸刃前的模樣，於是烏爾奇奧拉感嘆自己好不容易才對一護與織姬產生興趣之餘，伸手探問織姬對他的看法，得到「不可怕」的回應後試圖碰觸織姬，手卻在碰到之前的瞬間化成灰，最後消失殆盡。此刻終於領悟了人類所說的「心」的含義。

### 身後劇情
第一部
烏爾奇奧拉消失之後，織姬因為目睹烏爾奇奧拉化灰消失而傷心不已，目睹此情景的一護感到迷惘，並且對於牙密出言侮辱烏爾奇奧拉的舉動感到憤怒。
後來藍染在空座町大戰中透露，一護與烏爾奇奧拉的戰鬥，其實是藍染精心策劃的一部分。也因為烏爾奇奧拉先前在虛夜宮呈現的現世探勘影像，藍染才會在被傳送至屍魂界的空座町內，認出有澤龍貴等人並追擊他們。
烏爾奇奧拉以二段歸刃姿態，與一護在虛夜宮展開激烈對決的片段，亦在《BLEACH》劇場版地獄篇經過重製，作為回憶片段出現在影片前段。
第二部
虛圈事件與空座町大戰落幕後，烏爾奇奧拉生前的作為，仍持續影響著一護與織姬。一護認為烏爾奇奧拉已經成為所有和他交戰過的對手裡，最令他感到印象深刻的對手之一（另外四位對手分別為阿散井戀次、朽木白哉、更木劍八、葛力姆喬），為此他在往後的日子裡回憶起過去的對手時，烏爾奇奧拉亦時常出現在他的回憶片段裡。
至於虛圈事件裡被交與烏爾奇奧拉看管行動的織姬，因為親眼目睹一護在她的面前被烏爾奇奧拉重創倒地的情景，開始省思自己的實力與心態，並為了不再成為前者的負擔，在虛圈事件過後的1年5個月期間展開特訓。後來織姬被毒峰莉露卡質問一護發生無法挽回的傷勢該如何是好時，便回憶起當初目擊一護被二段歸刃的烏爾奇奧拉重創、卻對前者的傷勢感到愛莫能助的困境，但也特別強調自己不會再讓類似這般的絕望情境再度重演，並回覆「不論多麼絕望的傷，她都會將它們治好」。

## 歸刃
烏爾奇奧拉的歸刃型態，是歷代十刃成員的解放姿態當中，少數已知具備飛行能力的型態。
- 斬魄刀『黑翼大魔』（Murciélago）

淺青色刀柄，護手的兩個末梢角，呈現相反方向的微勾狀。解放後灑出靈雨（動畫版歸刃灑出的靈雨呈現綠色），戴著雙角頭盔，頭髮垂長至腰部，面紋加粗，雙手指甲上的黑色部分延伸到指關節，背部長出巨大的黑色蝙蝠翼，巨翼可作攻擊和防禦之用。手持以靈力凝聚而成的靈壓長矛。服裝則變成兩條交叉線與中間黑色粗直線交疊的連身白長袍，腳上穿著附有裝飾的黑色靴子。
西班牙原文中，「Murciélago」是一種蝙蝠的名稱。
解放語「封鎖吧、黑翼大魔」
- 「二段歸刃」（Resurrección Segunda Etapa）

面部的妝紋變得更濃，身上的白色長袍、頭盔、左胸的刺青消失，眼白的部份變成墨綠色，虹膜變成金黃色，四肢長有濃密的黑色獸毛和利爪，長有一雙尖角和一條長尾巴，可以使之攻擊，在各方面，包括速度、力量、靈壓也較之前提升了很多，石田雨龍形容他感覺到的靈壓猶如一片海。變成第二階段解放的瞬間，胸口的虛洞會流出黑色的液體，身邊還會散發著黑色與綠色的靈壓。
據烏爾奇奧拉稱，他是十刃當中，唯一擁有二階解放能力的十刃，連藍染也未見過這種姿態。此狀態可施展技能「雷霆之槍」和「尾鞭」。

## 技能與招式
烏爾奇奧拉的主要技能，多為凝聚靈壓向敵人發動中遠程攻擊的招式，以及特殊的輔助能力。除了虛閃、共眼界、解空、超速再生、黑腔傳播在普通狀態就能使用以外，其他的招式只有在歸刃狀態下才能使用。技能名稱多以西班牙文來命名。動畫版的靈壓顏色為綠色。
| 招式（能力）名稱                          | 簡介 |
| ----------------------------------------- | --- |
| 能力「共眼界」（Solita Vista）            | 烏爾奇奧拉的特殊能力，將眼珠取下並用手弄碎，可投影出烏爾奇奧拉的所見所聞。被摘下的眼珠可以透過「超速再生」迅速復原。 |
| 「虛閃」（Cero）                          | 普通狀態下，從手指釋放的虛閃，顏色為綠色。施展虛閃的時候，烏爾奇奧拉會伸出食指並垂下其餘四指，然後從食指頂端釋放虛閃攻擊敵方，和葛力姆喬對決而施展此技的時候，被葛力姆喬用虛閃抵銷部分傷害，仍能將後者重創成傷。遊戲版《靈魂嘉年華1》則設定成攻擊到物體時，變成結晶狀的虛閃。 |
| 能力「超速再生」（Speeding regeneration） | 除了腦和內臟器官外，其餘身體構造都能瞬間再生。一旦內臟被破壞，超速再生就會失效，肉體也會崩壞成灰。 |
| 能力「解空」（Descorrer）                 | 能穩定開啟及關閉的黑腔來往各界的能力，在走進或離開黑腔後開口就會自行關閉。烏爾奇奧拉曾趁屍魂界解除斷界拘流限制時，利用此能力成功入侵斷界。在PS2的遊戲版《Bleach Blade Batter 2》被命名為「異空轉移」，並設定成瞬間移動的招式。 |
| 能力「黑腔傳播」（Garganta Broadcast）    | 在背後的空間，創造出類似黑腔形狀的屏幕，可投射出指定對象在此時的動態。烏爾奇奧拉在斷界要求織姬跟他抵達虛圈時，曾利用此能力反映出在現世與破面搏鬥的日番谷先遣小隊，令織姬因為顧及夥伴的安危而順從他的指令。 |
| 能力「月光槍」（Luz de la Luna）          | 僅能在歸刃狀態施展的招式，將靈壓凝聚在自己的手上，形成綠色細長的靈壓長矛攻擊對手。 |
| 武器「雷霆之槍」（Lanza del Relámpago）   | 僅能在二段歸刃後施展，烏爾奇奧拉最強的攻擊招式。雙手濃縮靈力並拉成長矛狀，綠色靈壓長矛的尾端和前端會呈現火焰般的形狀。可做為近身武器，但通常用於投擲，投出的綠色靈壓長矛會以拋物線狀的行經路線在半空中馳行，然後墜落地面，而且在擊中目標的瞬間可以造成大規模爆炸。此招式似乎不容易控制，容易射偏。另外，烏爾奇奧拉曾試圖運用此招對處於完全虛化狀態的一護發動攻擊，但被後者徒手將雷霆之槍折成兩半。在PSP遊戲版施展雷霆之槍的時候，擲出的靈壓長矛會筆直地飛向前方攻擊對手。 |
| 技「黑虛閃」（Cero Oscuras）              | 被形容類似卍解並虛化的一護使用的「月牙天衝」，與普通從指尖發出的綠色虛閃不同，僅限在十刃解放下使用的巨大黑色虛閃。動畫版施展此招時，黑虛閃的邊緣靈壓為綠色。 |
| 技「尾鞭」（Latigo）                      | 僅能在二段歸刃後施展的招式，利用歸刃狀態時長出的長尾巴攻擊對手，亦能用於牽制對手的行動。烏爾奇奧拉曾利用此招纏住一護的頸部，令後者在身受重傷且無法動彈的情況下，被「黑虛閃」近距離貫穿胸膛。 |

### 遊戲原創技
| 招式名稱          | 簡介 |
| ----------------- | --- |
| 空間歪曲          | PS2遊戲版的原創牽制術。讓部分空間產生歪曲現象，用來牽制對手的行動。 |
| 異空開錠          | PS2遊戲版的原創攻擊招式。讓環繞在自己身邊的地面空間裂開，形成黑腔形狀的裂縫，朝天空射出多道紅色的光線攻擊附近的對手。當烏爾奇奧拉結束攻擊的時候，地面的裂縫也會自動恢復原狀。在PSP遊戲版《靈魂嘉年華》則變更成將對手吸入異次元空間。 |
| 大虛召喚          | PS2遊戲版的原創攻擊招式。呼喚一頭撕裂天空的基力安大虛，在一定時間內從空中釋放紅色的虛閃掃射地面的對手。 |
| 屈折虛閃          | PSP遊戲版的原創攻擊招式。使自己釋放的綠色虛閃呈現鏡面反射的移動路徑，攻擊大範圍的對手。 |
| 贖罪（Expiacion） | Wii遊戲版的原創攻擊招式。取出左眼捏成細碎的閃亮碎片，利用闇綠色的靈壓困住並連續攻擊對手，最終再豎起自己的左手拇指，在胸前劃出「X」型的軌跡，令對手遭受同樣的傷害。                                                                   |
| 「魔旋襲」        | PS3 《死神：靈魂爆破》 原創技。 |
| 「黑翔擊」        | PS3 《死神：靈魂爆破》 原創技。 |

## 附帶資料
- 是少數成為破面後，仍保有再生能力的十刃，同時也是少數僅在公式本裡交代回憶的十刃。
- 在日本地區BLEACH首次的決鬥排行榜中，烏爾奇奧拉對陣黑崎一護的戰鬥以512票高居第二名。

## 卷首語
- 「我們所處的世界毫無意義， 而活在這裡的我們也沒有意義。 沒有意義的我們還想著這世界， 而明知道就算知道這件事情沒有意義本身， 也是毫無意義的說。」 ── 單行本第二十二集。
- 「因為有心，所以嫉妒； 因為有心，所以吞噬； 因為有心，所以搶奪； 因為有心，所以傲慢； 因為有心，所以怠惰； 因為有心，所以憤怒； 因為有心，所以 想要得到你的一切。」 ── 單行本第四十集。
- 「顯露出來的是慾望跟虛無，卻已經沒有可以失去的了。」── 《UNMASKED》（破面）角色公式本NO.3。

## 備註
1. ↑  1.漫畫原著的設定中，破面只要身上的面具遭到破壞或被外力強制卸下，就會靈力流失並使得外型一併產生變化，更嚴重的甚至還會退化成虛。然而在漫畫第392章彩頁，因適逢首次決鬥排行榜的排名揭曉兼2010年情人節，加上一護與烏爾奇奧拉的決鬥名列前三名的上榜名單之中，故作者讓登上彩頁的烏爾奇奧拉，呈現卸下面具並穿著便服的模樣。
2. ↑  2.日本地區動畫版第266集至第278集片尾曲橋段，則因應全體登場角色皆穿著現世服裝的設定，故卸下頭部的面具並穿著現世的風衣和長褲。
3. ↑  3.漫畫初登場時，原本的虛洞位於鎖骨上方接近喉嚨處[5]，但後來隨著劇情發展，才逐漸移至鎖骨交界處下方並就此定位。
4. ↑  4.此處以破面篇主要的在任十刃成員為準，因為成員有時會有些微的變動。例如，魯畢在故事發展中曾經取替過葛力姆喬成為臨時第六刃，因此烏爾奇奧拉一度成為身材第二瘦小的在任成員；而如考慮已登場的所有歷代十刃成員，其則是身材第三瘦小的成員。
5. ↑  6.動畫版第271集，烏爾奇奧拉以二段歸刃姿態，用左手抓住並攻擊石田雨龍的手臂時，出現左手臂沒有黑色獸毛的失誤[25]。後來在體力耗盡而化灰消失的時候，僅有雙眼、右臂、面紋變回普通狀態。

但在漫畫單行本第40集的卷首語配圖裡，烏爾奇奧拉的歸刃型態，則是普通狀態的頭部與二段歸刃的身軀結合的形象。
6. ↑  7.漫畫第348章，烏爾奇奧拉對一護宣稱這種姿態連藍染也未曾見識；然而在漫畫第396章，藍染宣稱一護經歷過的所有戰鬥皆為他一手策畫時，回憶片段卻出現了烏爾奇奧拉二段歸刃的鏡頭。
7. ↑  8.作者在【UNMASKED】公式集解釋道，那是因為烏爾奇奧拉也是在無意識之下，才領悟到這模樣是自己「虛無」的原點，也是族人原本的模樣。
8. ↑  9.動畫版第140集，烏爾奇奧拉前往斷界攔截織姬，利用空手釋放隔空斬擊重創兩位擔任護衛的死神的時候，殘留在烏爾奇奧拉左手附近的電流狀靈壓則是紅色。